# Bolsa del Coleccionista de Reus
La Bolsa del Coleccionista de Reus se creó en los años 70 en la lonja de contratación de frutos secos, una institución creada por la Cámara de Comercio en los bajos del edificio del Círculo de señores y junto al Teatro Fortuny (en la Plaza de Prim). 
Los domingos por la mañana en este lugar y desde los años 80, los coleccionistas locales cambian, compran y venden monedas, sellos, chapas, placas, pins, etc. y especialmente muchos objetos relacionados con la población de Reus. 
La iniciativa tuvo una imitación con el mercado de anticuarios de Reus, que se celebra los sábados por la tarde a las Peixateries Velles (Pescaderías Viejas) (antiguo mercado). La adquisición de los locales de la Lonja por la Caixa d'estalvis de Tarragona provocó el cierre de la misma y puso fin a la Bolsa en el antiguo lugar, pero de hecho la Bolsa ha continuado existiendo fuera del lugar inicial.
- Datos: Q8250615